# Вітні Г'юстон
Ві́тні Елі́забет Г'ю́стон, також Вітні Х'юстон (англ. Whitney Elizabeth Houston, 9 серпня 1963, Нью-Арк, США — 11 лютого 2012, Беверлі-Гіллз, США) — американська співачка у стилях поп, соул, R&B та госпел, авторка пісень, акторка та модель. Одна з найуспішніших співачок світу: кількість проданих нею записів оцінюють у 170 мільйонів примірників.
Розпочала творчу кар'єру 1985 року, видавши епонімний альбом. Зігравши одну з головних ролей та виконавши музичні партії у фільмі «Охоронець» (англ. «The Bodyguard»), стала дуже популярною у 1992 році. Її балада «Завжди кохатиму тебе» (англ. «I Will Always Love You»), виконана в кінофільмі, стала світовим хітом.
Згідно з «Книгою рекордів Гіннеса», Г'юстон є найбільш нагороджуваною артисткою всіх часів (англ. «The Most Awarded Female Artist of All Time»). Зокрема, вона відзначена 6 нагородами «Греммі», 15 нагородами «Billboard Music Awards», 21 нагородою «American Music Awards», двома нагородами «Еммі», «BET Lifetime Achievement Award» та іншими.

## Біографія
Народилася 9 серпня 1963 року в місті Іст-Оранж (штат Нью-Джерсі, США). Її мати, Емілі Дрінкард (сценічний псевдонім Сіссі), була відомою виконавицею госпелу (євангельські співи), двоюрідна сестра Діонн Ворвік — також професійна співачка. У дитинстві Вітні співала в церковному хорі. В юності була досить успішною фотомоделлю.
У 1983 році Г'юстон підписала контракт зі звукозаписною компанією Arista Records. Один із її перших синглів під назвою «Hold Me» відразу сягнув топ-50 США. Весь наступний рік Г'юстон провела в роботі над своїм дебютним однойменним альбомом. Диск вийшов у лютому 1985 року і почав рух до вершини національного чарту США, якої досяг у січні наступного року. Успіх цього альбому був забезпечений синглами «You Give Good Love» та «Saving All My Love For You». Також на вершину чартів піднімалися сингли «How Will I Know» та «Greatest Love Of All».
У 1987 році Г'юстон отримала «Греммі» за сингл «Saving All My Love For You». Тоді ж вийшов її сингл «I Wanna Dance With Somebody» («Who Loves Me»), який очолив чарти по обидва боки Атлантики. Завдяки цьому успіху альбом Whitney став першим альбомом, записаним жінкою, якій вдалося дебютувати з першої сходинки в чартах США. В цей альбом увійшла нова версія пісні «I Know Him So Well», яку колись виконувала її мати Сіссі, а також балада «Didn't We Almost Have It All», що стала п'ятою перемогою співачки в національних чартах. Сингли «So Emotional» і «Where Do Broken Hearts Go» продовжили переможну серію, побивши рекорд Beatles і Bee Gees. Однак сингл «Love Will Save The Day» перервав цю серію, діставшись тільки дев'ятої сходинки.
Пісні Г'юстон повернулися в Топ-5 у 1988 році після запису пісні «One Moment In Time». Наступний сингл «I'm Your Baby Tonight» знову підніс її на вершину американського хіт-листа. Попри скромний успіх однойменного альбому (№ 3 в чарті США), сингл «All The Man That I Need» компенсує це і стає її дев'ятою перемогою в американському чарті.
У тому ж році Г'юстон дебютувала у великому кіно в фільмі «Охоронець». Чотири пісні, записані нею для цього фільму, стали успішним саундтреком. Кавер-версія хіта Доллі Партон «I Will Always Love You» очолювала американські чарти протягом 14 тижнів, а британські — протягом дев'яти. Трьома хітами стали «I'm Every Woman», «I Have Nothing» і «Run To You», написані Чакою Ган.
Більшу частину 1990-х років Г'юстон займалася акторською кар'єрою, а в 1998 році випустила черговий альбом «My Love Is Your Love». У записі цього альбому брали участь такі зірки як Міссі Елліотт, Даян Воррен і Вайклеф Жан. Цим альбомом Г'юстон спробувала повернути славу першої попдіви, яка перейшла до Мераї Кері та Селін Діон. І хоча сингл «When You Believe», виконаний дуетом з Кері, що вийшов як саундтрек до мультфільму «Принц Єгипту», став світовим хітом, альбом продавався погано. Удача повернулася до співачки з виходом синглу «Heartbreak Hotel», що дістався до другої сходинки національного чарту.
Навесні 2000 року виходить збірка найкращих пісень «Whitney: The Greatest Hits». У альбом увійшли колишні балади, замість відомих швидких пісень були включені їх хауз- і ремікс-версії, а також чотири нові пісні, включно з трьома дуетами з відомими виконавцями: «Could I Have This Kiss Forever» з Енріке Іглесіасом, «Same Script, Different Cast» з Деборою Кокс і «If I Told You That» з Джорджем Майклом. Також вийшов однойменний DVD. Оригінальні фотографії для цього видання були виконані відомим і скандальним фотографом і режисером Девідом Лашапель.
Того ж року Г'юстон виступила на телеконцерті, присвяченому 25-річчю Arista Records. Г'юстон стала першою володаркою нагороди BET Lifetime Achievement Award за свій внесок у музику, створену темношкірими. У серпні 2001 року Г'юстон підписала новий контракт на 100 млн доларів США за шість нових альбомів із Sony BMG, який став на той момент найбільшим в історії індустрії музики, побивши рекорд Мераї Кері (контракт якої на $80 млн з EMI був розірваний).
У 2001 році у світ вийшов альбом «Love Whitney», а через рік — диск «Just Whitney».

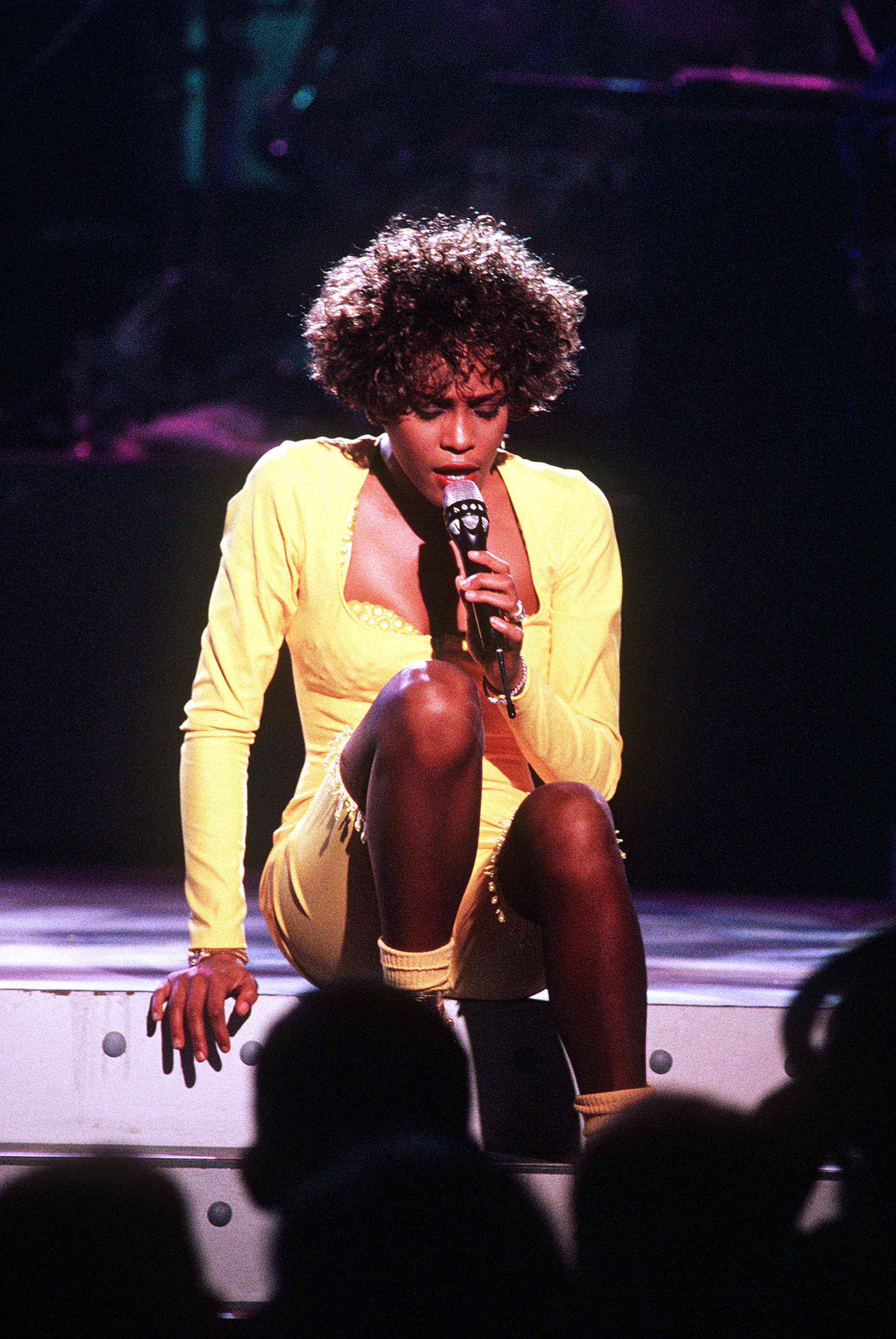
Вітні Г'юстон виконує «Saving All My Love for You», 31 березня 1991

«Just Whitney» побив рекорди продажів і дебютував відразу на 9-му місці хіт-параду Billboard. Альбом став золотим у багатьох країнах Європи.
У листопаді 2003 року співачка випустила різдвяний альбом «One Wish: The Holiday Album», який повністю складається з переспівів відомих різдвяних мелодій. Крім інших, в альбом увійшли дві пісні, що раніше звучали в саундтреці до фільму «Дружина священника», записаного Г'юстон ще в 1996 році, й пісня «Little Drummer Boy», виконана в дуеті з дочкою, Крістіною Браун.
Наприкінці літа 2009 року, після шестирічного затишшя виходить сьомий студійний альбом співачки під назвою «I Look to You». Г'юстон знову повертається до Клайва Девіса, під чиїм керівництвом записала більшість альбомів. Альбом дебютував на першій сходинці американського музичного чарту Billboard 200. Його було продано у кількості 305 тис. копій за перший тиждень. «I Look to You» повторив успіх саундтреку до фільму «Охоронець».
З моменту початку кар'єри співачки в 1985 році, записи її альбомів, сингли й кліпи розійшлися по світу загальним тиражем понад 170 млн екземплярів.
Найзнаменитіший з синглів, композиція «I Will Always Love You», за рішенням експертів телеканалу VH1, визнана восьмою в рейтингу «100 найкращих пісень за останні 25 років» і здобула перше місце серед ста найкращих любовних пісень усіх тисячоліть.
Г'юстон є власницею понад 400 різних музичних премій і нагород.
У 1992 році Вітні Г'юстон одружилася зі співаком гурту New Edition Боббі Брауном, в 1993 році народила дочку Боббі Крістіну Браун.
Преса довго обговорювала стосунки Г'юстон з наркотиками та її непросте сімейне життя. Розлучення з Брауном відбулося у 2007 році.
У квітні 2010 року Вітні Г'юстон була госпіталізована в Парижі у зв'язку з хронічним ринофарингітом та інфекцією, причина якої не була встановлена. У травні 2011 року Г'юстон амбулаторно лікувалась від алкогольної та наркотичної залежності.
11 лютого 2012 року Вітні Г'юстон померла у 48-річному віці у готелі Beverly Hilton Hotel в Беверлі-Гіллз, захлинувшись водою у ванній кімнаті. Основною версією смерті є вжитий алкоголь та антидепресанти, що викликали швидке запаморочення.

## Дискографія

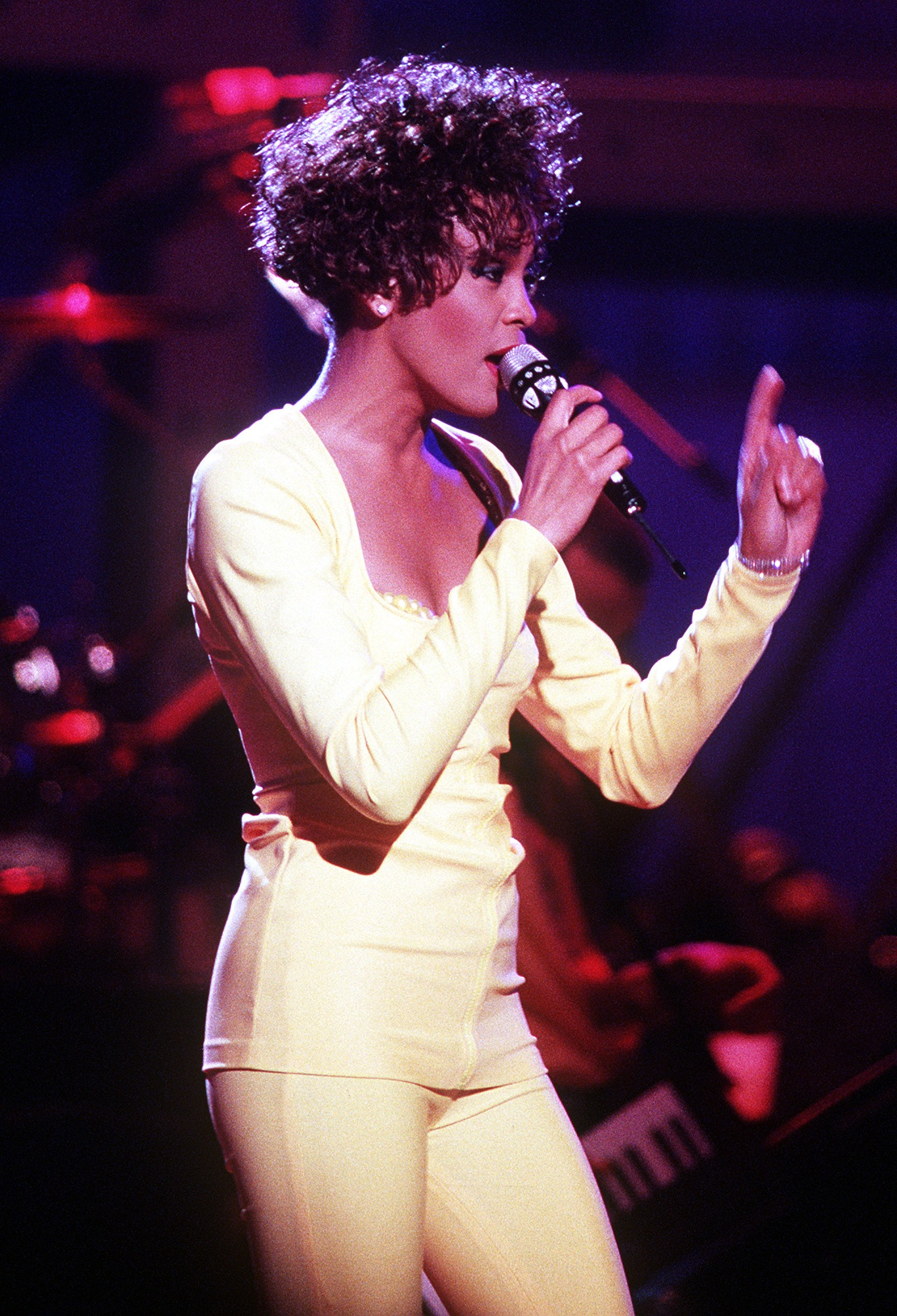
Вітні Г'юстон виконує «Saving All My Love for You», 31 березня 1991 року (Welcome home heroes)

### Студійні альбоми
- 1985: Whitney Houston
- 1987: Whitney
- 1990: I'm Your Baby Tonight
- 1998: My Love Is Your Love
- 2002: Just Whitney
- 2003: One Wish: The Holiday Album
- 2009: I Look to You

### Саундтреки до фільмів
- 1992: Охоронець / The Bodyguard
- 1995: Чекаючи перепочинку / Waiting to Exhale
- 1996: Дружина священника / The Preacher's Wife

### Компіляції
- 2000 — Whitney: The Greatest Hits
- 2001 — Love, Whitney
- 2004 — Artist Collection: Whitney Houston
- 2007 — The Ultimate Collection
- 2011 — The Essential Whitney Houston

### Відео/DVD
- 1986: Number One Video Hits
- 1991: Star Spangled Banner
- 1991: Welcome Home Heroes
- 2000: The Greatest Hits
- 2000: Fine / If I Told You That
- 2003: Try It on My Own / One of These Days
- 2004: The Ultimate Collection

## Фільмографія
| Рік  |     | Українська назва             | Оригінальна назва                     | Роль                |
| ---- | --- | ---------------------------- | ------------------------------------- | ------------------- |
| 1984 | с   | Дай мені перерву             | Gimme a Break!                        | Ріта Ламмар         |
| 1984 | с   | Як обертається світ          | As the World Turns                    | сама себе           |
| 1985 | с   | Срібні ложки                 | Silver Spoons                         | сама себе           |
| 1992 | ф   | Охоронець                    | The Bodyguard                         | Рейчел Меррон       |
| 1995 | ф   | Чекаючи видиху               | Waiting to Exhale                     | Саванна Джексон     |
| 1996 | ф   | Дружина священника           | The Preacher's Wife                   | Джулія Біггз        |
| 1997 | тф  | Попелюшка                    | Rodger's and Hammerstein's Cinderella | Фея Хрещена мати    |
| 1995 | ф   | Чекаючи видиху               | Waiting to Exhale                     | Саванна Джексон     |
| 2003 | с   | Бостонська школа             | Boston Public                         | сама себе           |
| 2004 | ф   |                              | Nora's Hair Salon                     | камео               |
| 2005 | с   |                              | Being Bobby Brown                     | сама себе           |
| 2007 | док |                              | The Last Days of Left Eye             | сама себе           |
| 2007 | док |                              | Michael Jackson: The Life of an Icon  | сама себе           |
| 2012 | ф   | Спалах                       | Sparkle                               | Емма Андерсон       |
| 2017 | док | Вітні: Чи можу я бути собою? | Whitney: Can I Be Me                  | сама себе (хроніка) |
| 2017 | док | Вітні                        | Whitney                               | сама себе (хроніка) |